# Forme différentielle fermée
En topologie différentielle, une forme différentielle est dite fermée lorsque sa dérivée extérieure est nulle.
D'après le théorème de Schwarz, toute forme exacte de classe C1 est fermée. Le lemme de Poincaré fournit une réciproque partielle.

## Cas des 1-formes
En dimension n, une 1-forme
{\displaystyle \omega (u)=a_{1}(u)\mathrm {d} x_{1}+...+a_{n}(u)\mathrm {d} x_{n}}
est fermée si
Il y a donc n(n – 1)/2 conditions à satisfaire.
- En dimension 1, une 1-forme dérivable{\displaystyle \omega =A(x)\mathrm {d} x}est toujours fermée.
- En dimension 2, une 1-forme{\displaystyle \omega =A(x,y)\mathrm {d} x+B(x,y)\mathrm {d} y}est fermée si{\displaystyle \left({\frac {\partial A}{\partial y}}\right)_{x}=\left({\frac {\partial B}{\partial x}}\right)_{y}.}
- En dimension 3, une 1-forme{\displaystyle \omega =A(x,y,z)\mathrm {d} x+B(x,y,z)\mathrm {d} y+C(x,y,z)\mathrm {d} z}est fermée si{\displaystyle \left({\frac {\partial A}{\partial y}}\right)_{x,z}\!\!\!=\left({\frac {\partial B}{\partial x}}\right)_{y,z}}   ;   {\displaystyle \left({\frac {\partial A}{\partial z}}\right)_{x,y}\!\!\!=\left({\frac {\partial C}{\partial x}}\right)_{y,z}}   ;   {\displaystyle \left({\frac {\partial B}{\partial z}}\right)_{x,y}\!\!\!=\left({\frac {\partial C}{\partial y}}\right)_{x,z},}ce qui correspond à{\displaystyle {\overrightarrow {\operatorname {rot} }}\,\Omega =\mathbf {0} }avec{\displaystyle \Omega ={\begin{pmatrix}A\\B\\C\end{pmatrix}}.}